# Virginia Driving Hawk Sneve
Virginia Driving Hawk Sneve (Reserva Rosebud, Dakota del Sud, 1933) escriptora d'ètnia sioux. Filla d'un ministre episcopalià, es graduà a la universitat i més tard donà classes a la Universitat de Dakota del Sud i a la reserva Flandreau. Autora de llibres d'història per a joves The apaches (1997), The cherokees (1996), The cheyennes (1996), The Chichi Hoohoo Bogeyman (1993) i Completing the circle (1995).